# AN/APG-65

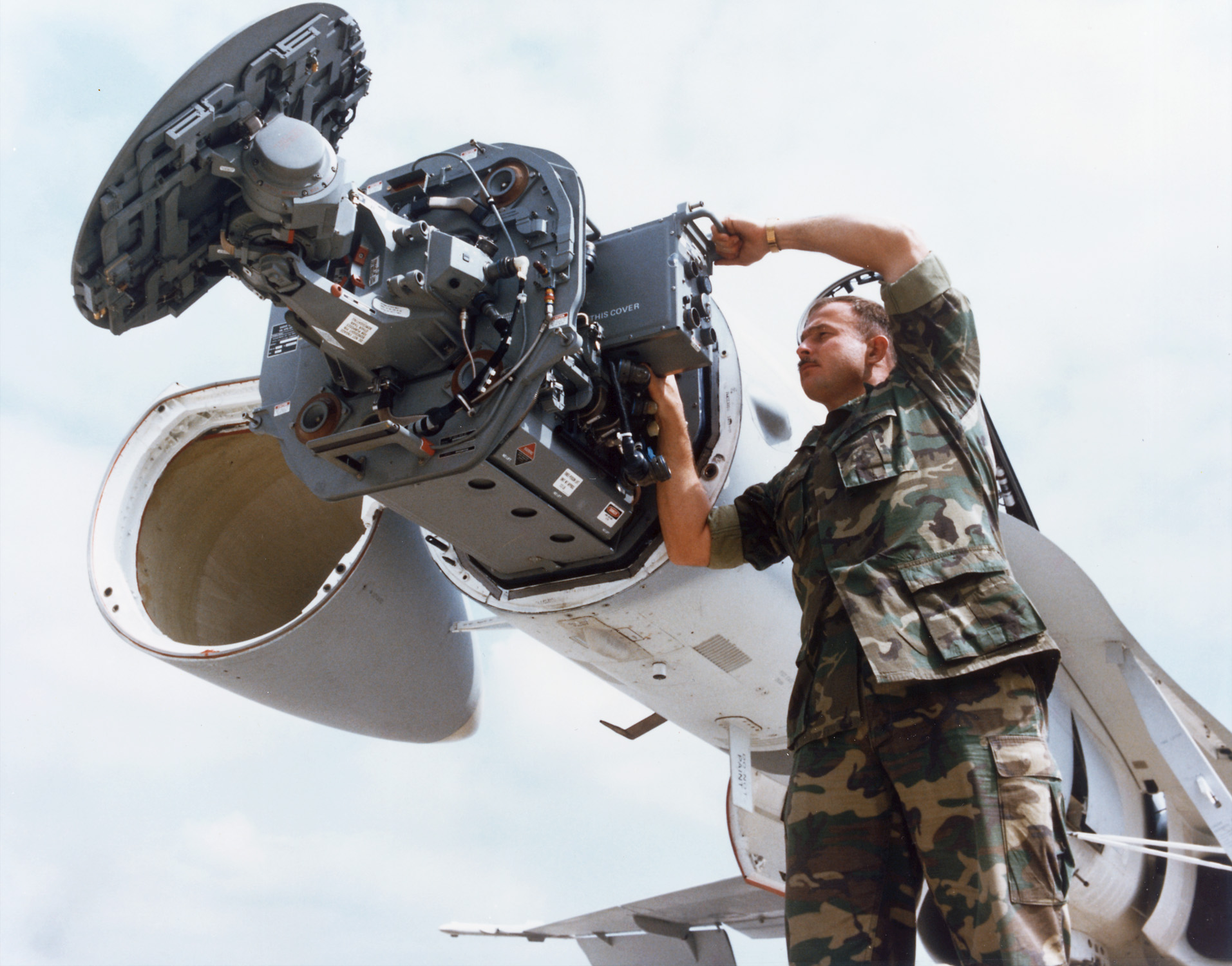
Ein AN/APG-65 bei der Wartung

Das AN/APG-65 (JETDS-Bezeichnung) ist ein luftgestütztes Puls/Doppler-Radar für Kampfflugzeuge. Es wird von dem US-Konzern Hughes Aircraft (jetzt Teil von Raytheon) produziert. Das Nachfolgemodell ist das AN/APG-73.

## Beschreibung
Das AN/APG-65 wurde primär für den Einsatz auf der F/A-18A/B Hornet entworfen. Es basiert zum größten Teil auf digitalen Komponenten und kann Lenkwaffen vom Typ AIM-7 Sparrow, AIM-9 Sidewinder und AIM-120 AMRAAM steuern, sowie einen Vorhaltepunkt für den Piloten beim Einsatz der Bordkanone zur Verfügung stellen. Es stehen 16 Betriebsmodi zur Verfügung, mit denen eine Vielzahl von Luft-, Land- und Seezielen erfasst und bekämpft werden kann. Im TWS-Modus (Track-while-Scan) können bis zu zehn Ziele gleichzeitig verfolgt und acht davon bekämpft werden, der digitale Signalprozessor kann 7,2 Millionen komplexe Operationen pro Sekunde durchführen. Das Radar ist für seine Zeit sehr zuverlässig, was vor allem durch die umfangreichen BIT-Routinen ermöglicht wird.

## Betriebsmodi
| - Velocity Search - Range While Search - Track While Scan (bis zu 10 Ziele) - Single Target Track - Gun Director - Gun Acquisition - Vertical Acquisition - Raid Assessment - Boresight Acquisition | - Real Beam Ground Map - Doppler Beam Sharpening Sector - Doppler Beam Sharpening Patch - Medium Resolution Synthetic Aperture (19:1) - Ground Moving Target Indication - Air-to-surface Ranging - Precision Velocity Update - Terrain Avoidance - Sea Surface Search |

Zur Erklärung dieser Begriffe siehe auch: → Betriebsmodus (Radar)

## AN/APG-65GY
Das AN/APG-65GY war das Bordradar der bis ins Jahr 2013 in Deutschland als Jagdflugzeug eingesetzten McDonnell Douglas F-4F Phantom II. Das Radar gehört zur Gruppe der Pulse-Doppler Radare und ist eine deutsche Weiterentwicklung des amerikanischen APG-65 durch die Daimler Benz Aerospace in Ulm. Das Radar war auch in den ersten Versionen der F/A-18 Hornet eingebaut. Insgesamt wurden rund 110 Flugzeuge der Luftwaffe bis Ende 1996 umgerüstet. Es verfügt über eine Reichweite von 250 km und erlaubt es dem Kampfflugzeug, mehrere Ziele gleichzeitig zu verfolgen und zu bekämpfen. Im Verbund mit der AIM-120B AMRAAM sollte es der F-4F ermöglichen, trotz ihres Alters den deutschen Luftraum bis zur Indienststellung des Eurofighters zu schützen.

## Plattformen
- F/A-18A/B Hornet
- F/A-18C/D Hornet (nur frühe Produktionsmuster)
- AV-8B Harrier II
- F-4E
- F-4F ICE

## Technische Daten
- Gewicht: 154 kg
- Volumen: < 0,126 m³ (ohne Antenne)
- Antennendurchmesser: ca. 700 mm
- MTBF: 120 Stunden
- MTTR: 12 Minuten
- Frequenzbereich: 8 – 12 GHz
- Reichweite: 110 km